# 張恭 (曹魏)
張 恭（ちょう きょう、生没年不詳）は、中国後漢末期から三国時代の武将。魏に仕えた。子は張就。孫は張斅。曾孫は張固。従弟は張華。魏志に伝がある。
敦煌郡の功曹であった。当時の敦煌郡は、近隣の酒泉郡に黄華、張掖郡には張進という人物が割拠しており、それぞれから併呑しようと狙われていた。また、朝廷との連絡も満足につかない状況であった。
太守である馬艾が亡くなると、張恭は人徳の善さと学問に優れていたことから、長史の代行に推挙された。張恭は、子を朝廷の実権を握る曹操の元に派遣し、太守の派遣を要請した。子は酒泉郡で黄華に抑留され脅迫を受けたが、黄華に屈服することはなかった。これを聞いた張恭は、従弟に軍を率いさせ黄華を攻撃し、自身も兵を率いて黄華と張進の目を欺いた。さらに、精鋭の騎兵を送り正式な太守である尹奉を迎えることに成功した。黄華が後に金城太守である蘇則に降伏すると、子は無事に敦煌へ戻ることができた。
魏王朝が成立すると、張恭は関内侯となり、西域戊已校尉に任命された。後に中央に召し出されたが、病気のため辞退し、太和年間に死去した。執金吾を追贈された。
子は金城太守となり、父と同様に名声を高めた。また孫は、晋（西晋）の広漢太守・匈奴中郎将となった。曾孫も晋の黄門郎となっている。